# マツハダ

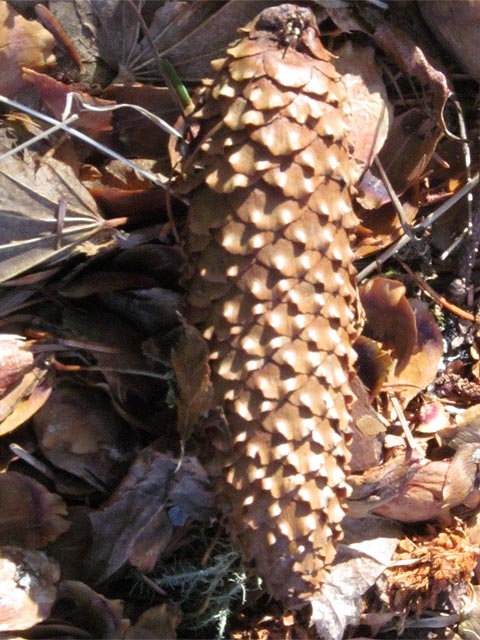
球果

マツハダ（学名：Picea alcokiana）は、マツ科トウヒ属の常緑針葉樹である。日本特産種で、福島県南部から岐阜県までの山地の冷温帯から亜高山帯に分布している。分布域は比較的広いが、森林中で優先樹種となることはまれで、個体数は少ない。
いわゆるクリスマスツリー型の樹形で、大きいものでは樹高35m、直径1mに達する場合がある。樹皮は灰褐色。樹皮がマツに似るのでマツハダの名がある(ただし、トウヒ属の樹皮は一般に大同小異と言える)。葉はやや弓なりに上向き、長さ8-10mm程度で、その断面は菱形である。ただし、ヒメバラモミやヤツガタケトウヒ、ハリモミと比較すると、やや扁平に近い菱形とされる。球果は長さ5-12cm。